# 布酚宁
布酚宁（商品名：Arlidin）是一种含氮有机化合物，分子式C
19H
25NO
2，为奥洛福林（甲基辛弗林）衍生物，可作为β2肾上腺素受体激动药，能用做血管舒張药物，1950年开发。